# A bundának nincs gallérja
Az A bundának nincs gallérja ismeretlen eredetű magyar népdal.
Feldolgozás:
| Szerző          | Mire                | Mű                           | Előadás |
| --------------- | ------------------- | ---------------------------- | ------- |
| Weiner Leó      | zongora             | Öt kis zongoradarab 1. darab | [ 1 ]   |
| Ludvig József   | ének, gitárakkordok | Kis kacsa fürdik…, 8. oldal  |         |
| Szőllősy András | zongora             | A bundának nincs gallérja    |         |

## Kotta és dallam
| A bundának nincs gallérja, mégis bunda a bunda, ihaj, bunda, csuhaj, bunda, mégis bunda a bunda, ihaj, bunda, csuhaj, bunda, mégis bunda a bunda. | Kifordítom, befordítom, mégis bunda a bunda, ihaj, bunda… | Ha megázik is a bunda, mégis bunda a bunda. ihaj, bunda… |

## Felvételek
- 00018. YouTube (2015. augusztus 20.)  (Hozzáférés: 2016. május 12.) (videó) ének és citera
- A bundának. YouTube (2014. december 6.)  (Hozzáférés: 2016. május 12.) (audió) ének, orgona
- A bundának nincs gallérja I. YouTube (1990. június 28.)  (Hozzáférés: 2016. május 12.) (audió)